# Lexington Steele
Clifton Todd Britt, mer känd under sitt artistnamn Lexington Steele, född 28 november 1969 i Morristown, New Jersey, är en amerikansk skådespelare i pornografisk film, som medverkat i över 400 filmer sedan debuten 1997. Han har även regisserat filmer i samma genre, under 2000-talet. Han vann en AVN år 2002 för Best Male Performer Of The Year.